# Gagea schugnanica
Gagea schugnanica är en liljeväxtart som beskrevs av Igor Germanovich Levichev och Navruzsh. Gagea schugnanica ingår i Vårlökssläktet och i familjen liljeväxter. Inga underarter finns listade.